# Judeja (rimska provincija)
Judeja (hebrejski: יהודה) naziv je kojeg povjesničari rabe za rimsku provinciju koja se prostirala na nekadašnjem području hasmonejskih i herodijskih kraljevstava Izrael. Nazvana je prema Herodovoj etnarhiji Judeji od koje je nastala, kao i prema Kraljevstvu Juda iz 6. stoljeća pr. Kr.
Rim je svoj nadzor nad područjem počeo uspostavljati godine 63. pr. Kr, poslije završetka trećeg mitridatskog rata i pretvaranja Sirije u rimsku provinciju.  Nakon što je Mitridat Veliki poražen, rimski vojskovođa Pompej nastojao je osigurati područje.  Zbog toga je tijekom 1. stoljeća pr. Kr. prvo uspostavljeno tzv. Herodsko Kraljevstvo kao rimska klijentska država a potom je u 1. stoljeću postala provincijom Rimskog Carstva.
Provincija Iudaea bila je mjesto triju velikih židovskih pobuna (v. židovsko-rimski ratovi) - to su bili Veliki židovski ustanak (66. – 70.) Kitoski rat (115. – 117.) i Bar Kohbin ustanak (132. – 135.), nakon kojih je rimski car Hadrijan odlučio promijeniti ime provincije u Syria Palaestina a njenog sjedišta Jeruzalema u Aelia Capitolina pokušavši tako izbrisati sve veze židovskog naroda s tim područjem.

## Vanjske poveznice
- Jewish Encyclopedia: Image of Brass Coin of Vespasian, with Inscription "Iudaea Capta." Struck in 72 C.E.
- Jewish Encyclopedia: Procurators <of Iudaea>
- The name Rome gave to the land of Israel